# Ehemaliger Steinbruch südlich von Tannen

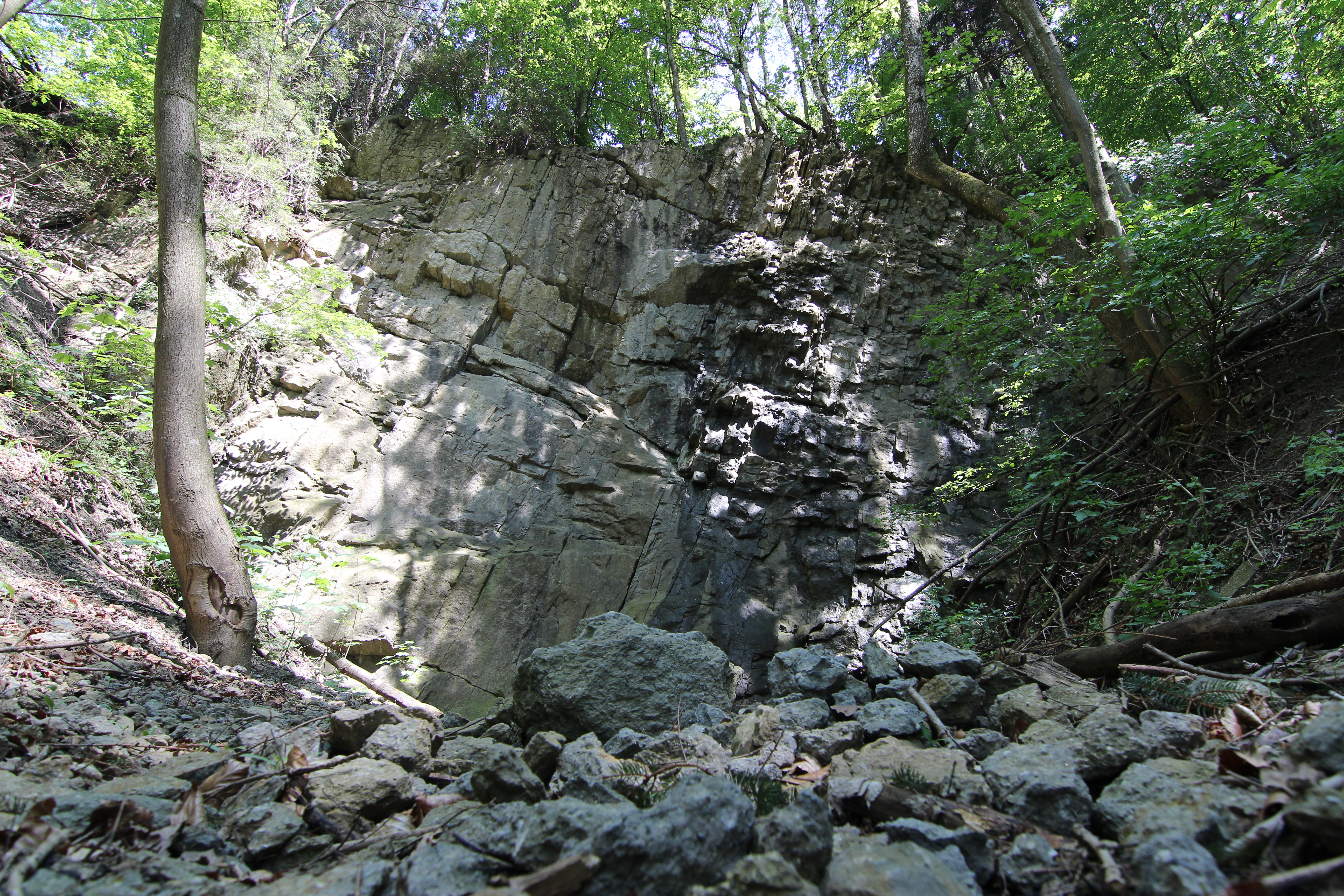
Steinbruch südlich von Tannen

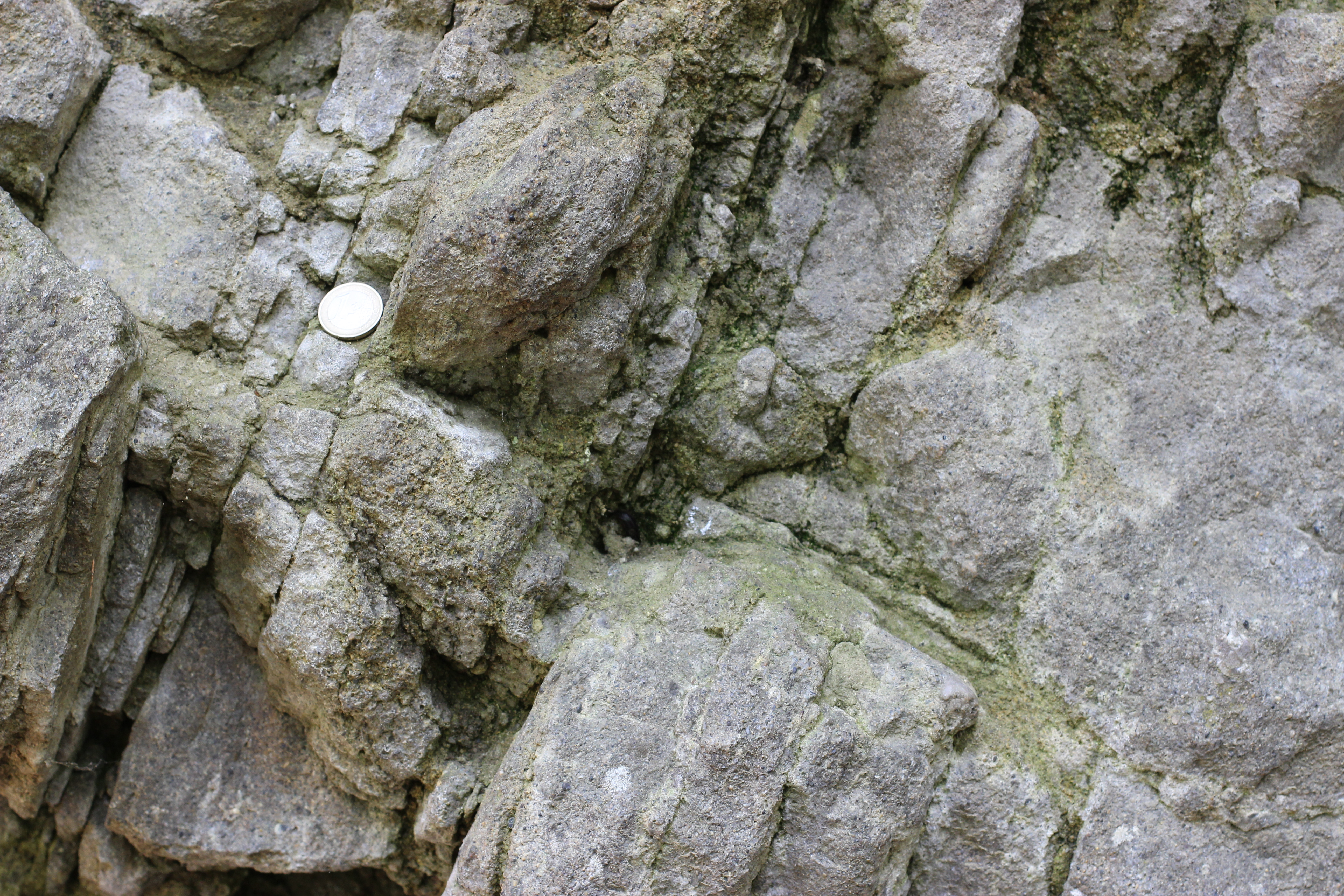
Steil stehende Sedimentschichten der Oberen Meeresmolasse

Der Ehemalige Steinbruch südlich von Tannen ist ein Geotop und Naturdenkmal des Naturraums Iller-Vorberge in Kempten (Allgäu). 
Bei diesem künstlich geschaffenen Aufschluss stehen 60 Grad steilstehende Gesteine der Alpenmolasse an. Sie werden aus Sandsteinen, Konglomeraten und Mergelsteinen gebildet. Die Obere Meeresmolasse überlagert im Aufschluss die Gesteine der verwitterten Unteren Süßwassermolasse. Im Steinbruch sind in den Schichtenfolgen tierische Fossilien und Sedimentstrukturen zu erkennen.
Das Naturdenkmal ist etwa 25 Meter lang, 6 Meter breit, 15 Meter hoch und hat eine Fläche von rund 150 Quadratmetern. Der Aufschluss wurde 2007 vom Bayerischen Landesamt für Umwelt als lokal bedeutendes sowie wertvolles Geotop (Geotop-Nr. 763A001) ausgewiesen.